# Doge

Doge最初流行的起源图片

Doge是從2013年開始流行的網絡迷因。這個迷因由一張柴犬的圖片組成，前景中伴隨著以彩色Comic Sans字體書寫的文字。這段文字代表一種內心獨白，故意以一種拙劣的英文形式書寫。迷因最初和最常見的圖片是一隻名叫Kabosu的柴犬，但也有其他柴犬版本的迷因同樣流行。
這個迷因基於2010年的一張Kabosu的照片，並於2013年末變得流行，被Know Your Meme評選為當年的「頂級迷因」。這隻柴犬在2013年末在流行文化中佔有一席之地，包括在當年12月推出的一種基於Doge的加密貨幣狗狗幣上。幾個網絡投票和媒體都表示Doge為2010年代最好的網絡迷因之一。

## 構成
Doge由兩個詞組的短語構成，其中第一個詞幾乎總是五個修饰语之一（so/such/many/much/very），而且需與正確英語的語法不符，這些修飾詞需以它不能正確修改的詞組合。例如，「Much respect. So noble.」使用了Doge的修飾詞，但不屬於「正確」的Doge，因為這些修飾詞以正式的方式書寫；Doge版本應該是「Much noble, so respect.」。除了這些詞組外，Doge的話語通常以一個單詞結尾，最常見的是「wow」，但也有「amaze」和「excite」等用法。
自從這個迷因出現以來，已經創建了幾個變化和衍生版本，包括「液化Doge」，其中狗的形狀被變形成其他動物，以及「諷刺Doge」，其中Doge角色被放置在諷刺和不符合情況中的版本。諷刺Doge迷因產生了幾個其他相關的角色，通常是狗本身，其中一個是另一隻柴犬「Cheems」，其特點是說話時增加字母「M」。 一個常見的諷刺Doge角色被稱為「Walter，通常被描繪為喜歡“moster trucks”和消防車。這些迷因主要存在於像/dogelore這樣的次級主題中。
2020年流行的一個迷因是「Swole Doge vs. Cheems」，其中一隻肌肉發達的Doge和一隻嬰兒Cheems被描繪為「過去被認為更好的東西」和它的現代版本。

## 起源

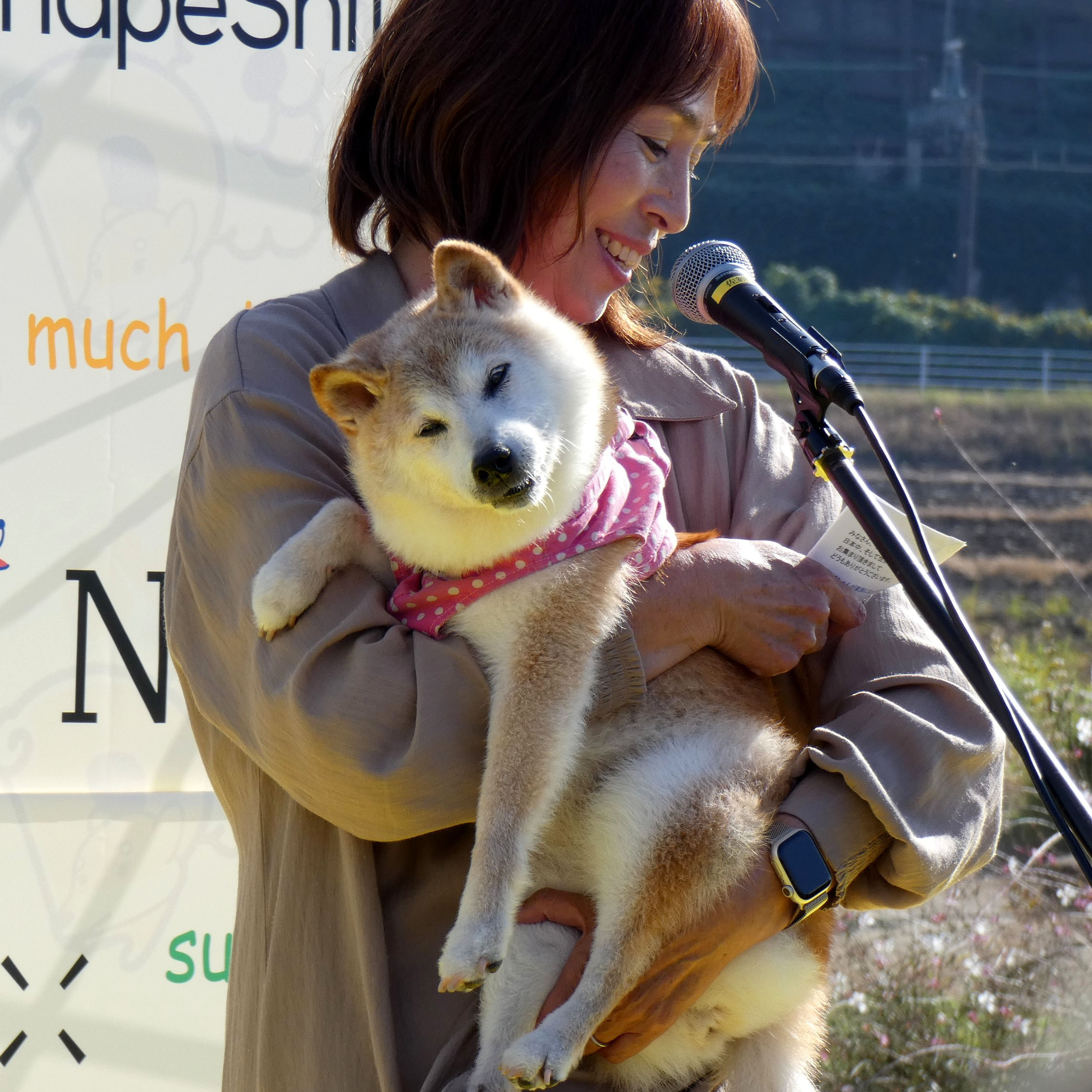
Kabosu和主人佐藤敦子的合照（2023年）。

Doge最主要的形象來源為名叫Kabosu（意思為臭橙）的日本柴犬，其照片首次出現在其主人佐藤敦子於2010年的一篇文章中，隨後在一個Tumblr博客「Shiba Confessions」上透過修改，發布了使用Comic Sans文本的變體版照片。然而，故意拼錯的「Doge」一詞的使用可以追溯到2005年6月，當時在《家園之星跑者》的木偶系列中被提到過的詞彙。「Doge」於2010年10月在Reddit一篇名為「LMBO LOOK @ THIS FUKKEN DOGE」的貼文中首次使用，之後開始逐漸變得流行起來。
2024年5月24日，佐藤在她的個人部落格及Twitter上宣佈Kabosu去世，逝世時18歲。
Doge迷因中的另一隻柴犬名為「Suki」，一只屬於舊金山攝影師喬納森·弗萊明（Jonathan Fleming）的雌性柴犬。他的妻子不小心把一條圍巾放進了洗衣機，導致圍巾縮水。弗萊明在2010年2月的一個寒冷夜晚中，拍攝了Suki戴著圍巾在外面的照片。
迷因中使用的一些其他角色同樣基於真實狗的照片：「Cheems」基於來自香港一隻名為波子的狗，他在2020年9歲時被領養，2023年8月18日因患白血病而死亡；Walter基於牛頭梗Nelson，最初在2018年由他的主人維多利亞·利（Victoria Leigh）在Twitter上發布了一張Nelson的照片，標題是「當你意外打開前置相機時」。2020年，關於Nelson死亡的謠言開始在網路上流傳時，儘管後來被證明是虛假的。
「Doge」最常見的發音是/ˈdoʊdʒ/ DOHJ和/ˈdoʊɡ/ DOHG。在非英語國家，“Doge”有時會發音為/ˈdɒdʒ/或"dodge"。不熟悉或不熟悉這個迷因的人也使用發音/ˈdɒɡi/ "doggie", /ˈdɒɡeɪ/ DOG-ay, /ˈdoʊɡeɪ/ DOH-gay，或者像「dog」本身的詞，即/ˈdɒɡ/ DOG或/ˈdɔːɡ/ DAWG.

## 傳播

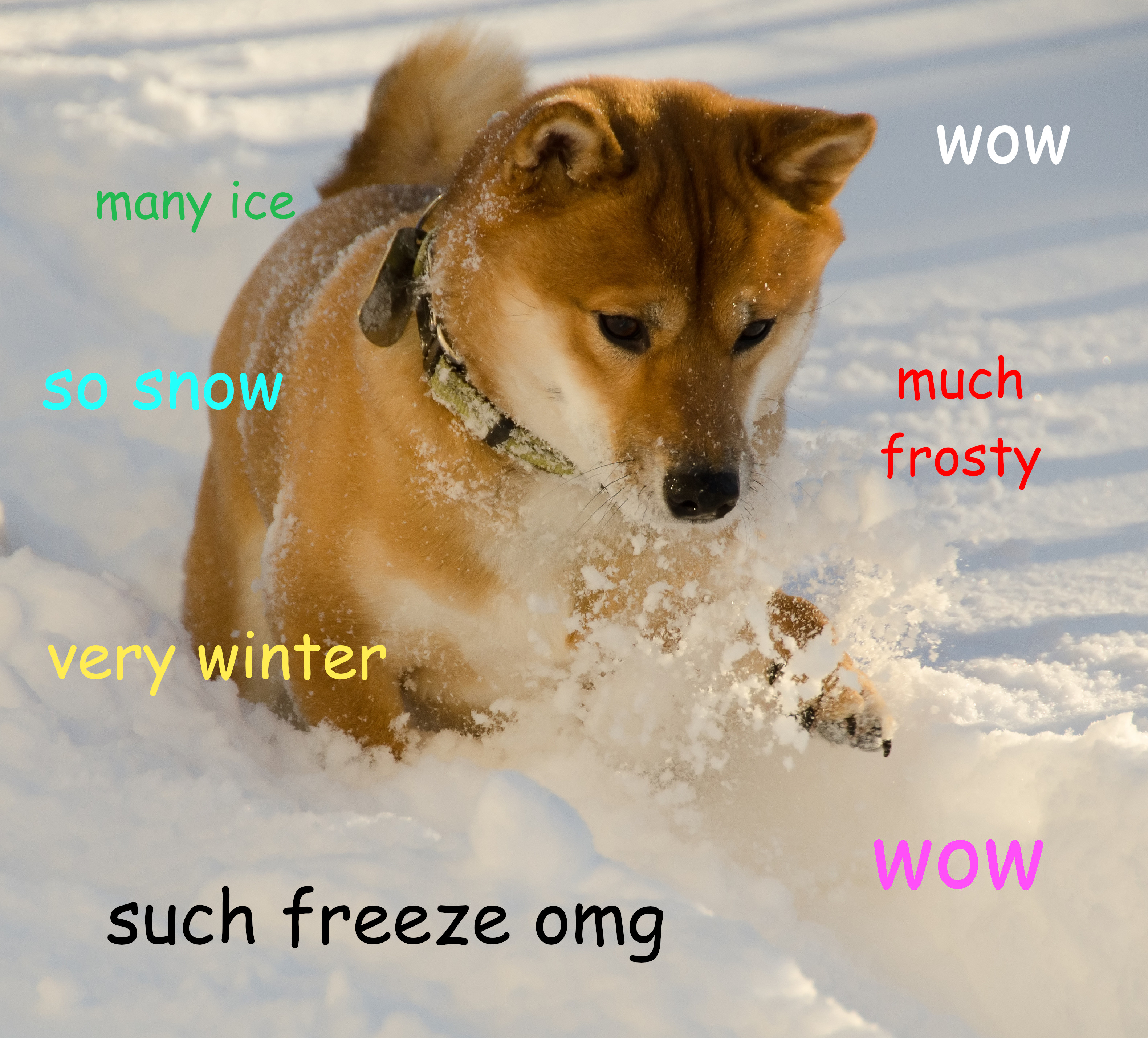
Doge迷因的典型範例。

### 2013年
2013年初，人們開始在網上搜尋這個迷因，並在7月增加了在線搜索量。2013年8月，4chan的隨機圖像板/b/在Reddit的r/MURICA子論壇上以垃圾郵件形式發布了迷因的圖片。 
2013年12月下旬，美國國會議員的成員們以這種迷因的風格製作了相關圖像。《赫芬頓郵報》評論稱，由於國會議員們使用了這個迷因，Doge被「殺死」。該迷因在2013年MTV的「流行文化讓我們感謝的50件事」清單中排名第12。12月13日，Doge被Know Your Meme評為2013年的「頂級迷因」。
2013年12月，狗狗幣作為一種新的加密貨幣被引入，使其成為第一個基於網路迷因的加密貨幣；根據Medium作者奎因·諾頓的說法，這種病毒式传播以及Comic Sans MS字體的使用給了它“大明星般的網路密度”（the Internet density of a large star）。

### 持續流行
到了2014年初，Doge的受歡迎程度在社交媒體上社區的支持下得以維持，同時狗狗幣也得到了迅速增長和廣泛接受。2014年4月，Doge經歷了第二次主流媒體的復甦，由於狗狗幣社區計劃贊助喬許·懷斯參加NASCAR比賽並在他的賽車上貼上一張柴犬的圖片。這輛車後來也出現在電子遊戲《NASCAR '14》的可下載內容中。媒體機構在報導加密貨幣和賽車時都接受了這個迷因，其標題中出現了「so wow」和「very vroom」等短語。
《The Daily Dot》在2016年12月的一份報告中發現，Doge的流行度在2014年達到了頂峰，然後由於「過度曝光和被廣告商和主流『普通人』利用，但自那時起一直保持穩定人氣，並在2016年回到了Tumblr的十大共享迷因之列。」
2017年愚人節，中国中央电视台發布了一則關於Kabosu死亡的惡作劇笑話。2021年，原始Doge迷因的NFT被PleasrDAO收購以400萬美元的價格收購。
2022年，在俄羅斯入侵烏克蘭期間，一個旨在打擊俄羅斯宣傳和俄羅斯虛假資訊的網絡現象和組織NAFO，參與者自稱為「夥子」，並使用Doge作為他們的頭像。除了發布支持烏克蘭的迷因或嘲笑俄羅斯的戰爭努力和策略以及廢文外，該組織還為乌克兰武装部队和其他支持烏克蘭的事業籌集資金。

## 文化影響

### 廣告
《收斂期刊》曾表示，在商業廣告中使用Doge的原因是因為它是一個廣為人知的文化符號。2014年中期，廣告公司DDB Stockholm在瑞典斯德哥爾摩的斯德哥尔摩交通公司的廣告活動中，突出地將Doge用於廣告中。廣告涉及公司的特別夏季車票，並展示了Doge用嘴持著一張公共交通車票的形象，伴隨著「many summer」、「such cheap」和「very buy」等詞語。
Doge亦在達美航空安全指南廣告中出現。

### 線上媒體

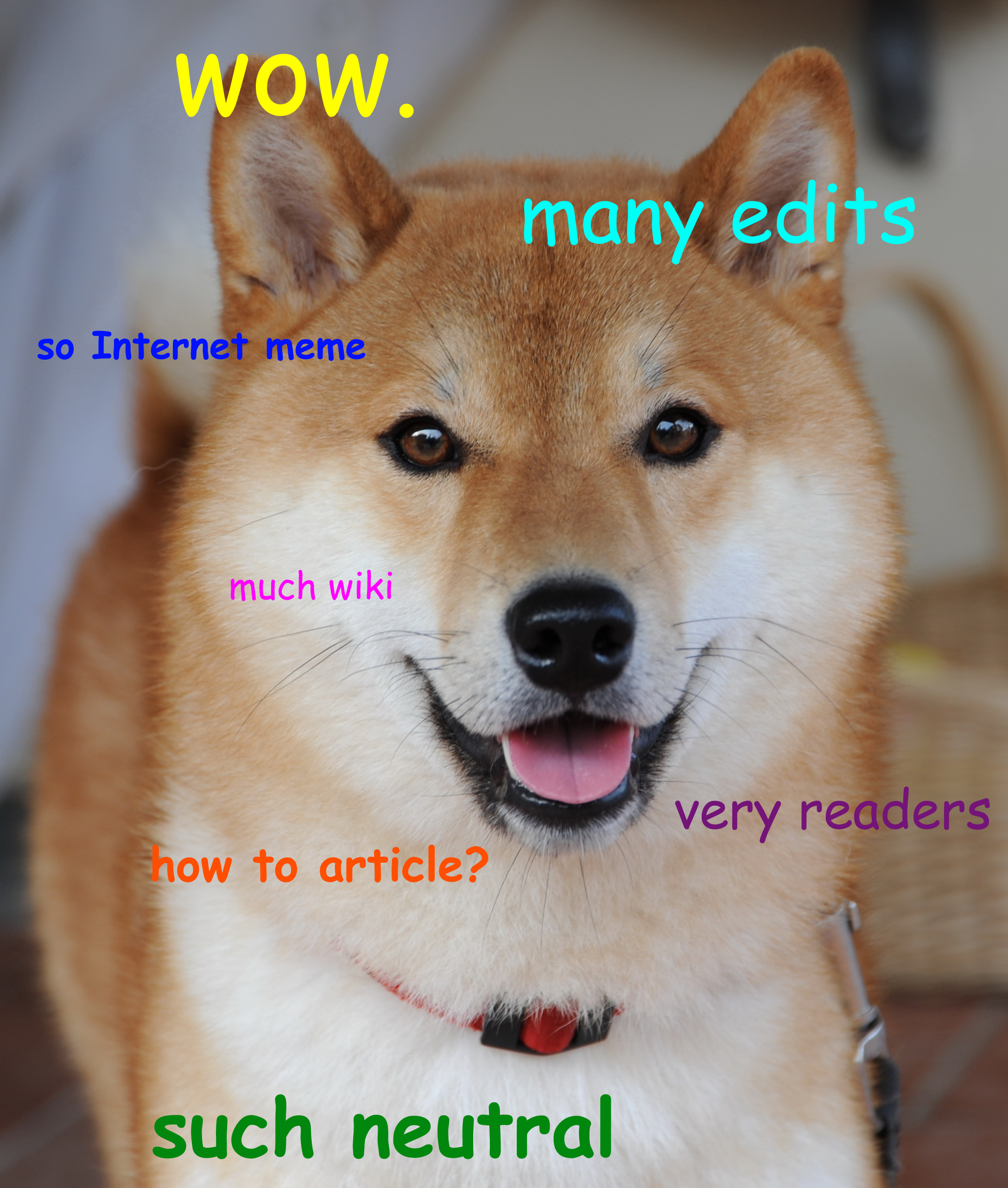
使用維基百科相關術語的Doge迷因。

Google曾創建了一個Doge彩蛋：當在YouTube搜索欄中輸入「doge meme」時，整個網站的文本將顯示為彩色Comic Sans字體，類似於迷因中使用的字體。2014年1月，雪梨的網頁開發者卡蒂亞·艾琳（Katia Eirin）和黃·貝內特（Bennett Wong）創建了一個名為「Doge Weather」的天氣網站和移動應用程式，該程式採用了大量Doge元素，併根據用戶的地理位置報告溫度和天氣狀況。Mozilla的伺服機構項目從2016年5月到2020年2月將這個迷因融入到項目標誌中。新浪微博也有以此为蓝本的表情
在2023年4月3日至7日之間，埃隆·马斯克將Twitter的藍鳥標誌替換為Doge的圖徽供網站用戶使用。部分用戶猜測這可能是一個晚發的愚人節玩笑；然而，《紐約郵報》的托馬斯·巴拉比（Thomas Barabbi）表示，就在幾天前，馬斯克的律師要求法官駁回一項2580億美元的詐騙訴訟，以指控馬斯克推動數位貨幣的價值。

### 娛樂界
在「怪人奧爾」揚科維奇的2014年歌曲收藏〈Word Crimes〉的影像中，Doge作為拙劣語法的代表引用，用於說明歌曲該部分中引用的錯誤語法類型。。在2015年電子遊戲《薩爾達傳說 三角神力三劍士》的北本版本中也引用了該迷因。當玩家檢查古老的書架之一時，文本寫道「Still, coming here has at least afforded me the rare chance to explore these ancient ruins. So ancient. Such ruin.」。這個參考受到系列粉絲的好評和差評。
在2015年的線上遊戲《Agar.io》中，通過輸入名稱「Doge」，Doge出現為遊戲中可玩的外觀。《正当防卫3》還包括一個特殊模式，根據玩家的某些操作，以迷因的風格彈出文本。在2017年，視頻遊戲《神之浩劫》為絲卡蒂增加了一個Doge外觀。
2016年於中國播映的動畫影集《前方高能之神烦狗》即以Doge为主題。2021年2月，中國網路公司為Doge的卡通版本表情“狗头”申请了多个注册商标。

## 影響
「Doge」是2015年11月Dictionary.com的幾個新增詞之一。該網站將其定義為不僅僅是圖片宏及其變體，還包括其所使用的「語言」形式。幾家媒體出版物將Doge列入了幫助定義2010年代網路文化的迷因名單，並談到了該迷因對進一步網路發展的影響，如DoggoLingo和WeRateDogs。io9將這隻柴犬的內心對話與lolspeak進行了比較。ABC新聞和The Daily Dot都將Doge排名為2010年代的頭號迷因。
在2019年12月，《The Tab》舉辦的一次投票中，Doge被選為2010年代最佳網路迷因，獲得了737票，佔總投票的22％。Vox將Doge列入了他們對該十年的11個迷因，「這將貓迷因推向了新的荒謬高度，是新達達主義、千禧世代幽默的早期標誌。」。2014年，Doge成為了第一個贏得威比獎年度迷因獎的非貓類迷因。Mashable曾表示，Doge是2023年十週年的最佳網路時刻之一」。
對於日本而言，則對Doge有著截然不同的看法；Kabosu被視為人氣寵物，而非一個迷因，2023年，在世界各地Kabosu粉絲的捐助下，一座紀念Kabosu的雕像在千葉縣佐倉市佐倉故鄉廣場豎立。2024年，佐倉市安裝了一個印有Kabosu形象的人孔蓋，並安裝在佐倉故鄉廣場內。
2024年11月12日，美國總統當選人唐納·川普宣佈將委任埃隆·马斯克領導新成立的政府效率部（Department of Government Efficiency），該部門名稱是Doge的逆向首字母縮略詞。當天狗狗幣因而一度上漲20%。

## 註解
1. ↑  通常為 /doʊdʒ/ DOHJ、/doʊɡ/ DOHG或/doʊʒ/ DOHZH

## 外部連結
- Kabosu的部落格（页面存档备份，存于）
- Doge在Know Your Meme上的條目